# Phrynonax polylepis
Espèce
Synonymes
- Ahaetulla polylepis Peters, 1867
- Pseustes poecilonotus polylepis (Peters, 1867)
- Pseustes polylepis (Peters, 1867)
- Spilotes fasciatus Peters, 1869
- Phrynonax eutropis Boulenger, 1894
- Phrynonax lyoni Stejneger, 1901
- Phrynonax atriceps Werner, 1913

Phrynonax polylepis  est une espèce de serpents de la famille des Colubridae.

## Répartition
Cette espèce se rencontre :
- au Venezuela ;
- au Brésil dans l’État du Pará[1].

## Publication originale
- Peters, 1867 : Über Flederthiere (Pteropus gouldii, Rhinolophus deckenii, Vespertilio lobipes, Vesperugo temminckii) und Amphibien (Hypsilurus godeffroyi, Lygosoma scutatum, Stenostoma narirostre, Onychocephalus unguirostris, Ahaetulla poylepis, Pseudechis scutellatus, Hoplobatrachus reinhardtii, Hyla coriacea). Monatsberichte der Königlich Preussischen Akademie der Wissenschaften zu Berlin, vol. 1867, p. 703-712 (texte intégral).